# Métro de Cluj-Napoca
Le métro de Cluj-Napoca est un projet de métro automatique à Cluj-Napoca, en Roumanie. Son unique ligne devrait mesurer 21 kilomètres et compter 19 stations quand il sera mené à son terme en 2031.
Il s'agit du premier métro autonome en Roumanie de niveau d’autonomie 4 (GoA4), soit le plus élevé, en s’appuyant sur sa solution de signalisation grande capacité Urbalis, système de contrôle des trains basé sur la communication (CBTC).

## Histoire
Le projet d'un métro prend forme en 2018, lorsque le conseil de Cluj-Napoca inscrit à son budget une étude de faisabilité pour la construction d'un métro. Le contrat de financement est signé le 29 décembre 2022, il programme la construction de deux sections. La première, longue de 9,16 km avec neuf stations, sera livrée au plus tard à la fin du mois d'août 2026. La seconde sera longue de 11,87 km.
Le contrat de conception-réalisation (Design & Build) a été signé par le groupement de construction Gulermak – Alstom – Arcada.
Alstom sera chargé de l’intégration du système, de la signalisation et des télécommunications, de l’alimentation électrique, des travaux de voie, des portes de quai, du centre de sécurité et de contrôle, ainsi que de la mise en œuvre de solutions de cybersécurité.